# Una moglie bellissima
Una moglie bellissima è un film del 2007, diretto e interpretato da Leonardo Pieraccioni.
Il film è uscito nelle sale cinematografiche il 14 dicembre 2007 distribuito dalla Medusa Film.

## Trama
Mariano Stoppani è un simpatico, semplice e umile commerciante di frutta e verdura, mentre sua moglie Miranda è bellissima, affascinante e ambiziosa. I due vivono ad Anghiari, un piccolo paesino della Toscana, sono sposati da dieci anni e formano una coppia solida e tranquilla, sognando di poter trasferire il commercio dalla propria bancarella a un negozio fisso. Mariano si divide tra il lavoro al mercato e le prove del musical Grease al piccolo teatro del paese: a interpretare le parti dei più famosi John Travolta e Olivia Newton-John sono proprio fruttivendoli, ciabattini e postini.
A sconvolgere la loro esistenza è l'arrivo in città del ricco e affascinante fotografo Andrea che, imbattendosi in Miranda, rimane folgorato dalla sua bellezza tanto da proporle di posare per il calendario sexy della nota rivista Beautiful Life!. Mariano e Miranda inizialmente rifiutano la proposta per titubanza, ma Andrea alza il compenso e i due, vedendo in quel calendario l'occasione per ricevere i soldi necessari a comprare l'immobile per i propri affari, cedono alle sue lusinghe e accettano. Andrea porta Miranda a posare per il calendario sotto il sole delle Seychelles: Mariano parte con loro, ma la donna si vergogna a farsi fotografare davanti al marito, costringendolo a stare lontano dal set.
In tal modo Mariano è costretto a trascorrere le sue giornate con l'indigeno Said; tornati in Italia, il calendario ottiene un successo strepitoso e trasforma Miranda da fruttivendola in una vera e propria celebrità locale. Il successo, il lusso e la vita mondana permettono ad Andrea di sedurre Miranda, che cede alla tentazione e tradisce il marito. I suoi sentimenti sono ora confusi e Miranda è indecisa tra la tranquilla stabilità del suo matrimonio e la vita da star che Andrea le può offrire. La situazione rimane così in bilico finché Mariano scopre casualmente una lettera d'amore di Andrea indirizzata a Miranda e si arrende alla drammatica evidenza. Miranda lascia così Mariano per vivere la sua vita da star insieme ad Andrea.
Un anno dopo, Mariano non è riuscito a riprendersi del tutto dalla rottura del matrimonio. Nel frattempo Miranda, convinta di essere ormai inserita nell'ambiente, viene a scoprire per caso che Andrea non solo la tradisce ma la considera niente più che una delle sue conquiste, chiamandola con disprezzo "la carciofara". Miranda capisce che Andrea l'ha solo usata e che i suoi sentimenti non erano quelli che lei credeva.
Dopo aver fatto una scenata ad Andrea nel bel mezzo di un party, Miranda fugge via a bordo di una Porsche, con la quale, per via dell'elevata velocità e di un momento di distrazione, ha un grave incidente e viene ricoverata d'urgenza all'ospedale.
Mariano viene avvisato dell'accaduto e si precipita subito in ospedale, dove poco dopo lo raggiungeranno i suoi amici, fino a un attimo prima impegnati nella recita del musical. Miranda viene operata, ma per ridurre la frattura al femore le devono accorciare la gamba, per cui rimarrà leggermente zoppa. Il marito le resta accanto nel momento peggiore e Miranda, commossa da questa grande prova d'amore, si pente per la decisione presa un anno prima e chiede a Mariano di poter tornare insieme alla vita che davvero la rendeva felice e appagata.

## Produzione

### Riprese
Il set principale è stata la città di Anghiari, in provincia di Arezzo. Altre scene del film sono state girate a Bassano Romano, a Militello in Val di Catania, a Castiglione della Pescaia, all'ospedale di Città di Castello, al passaggio a livello di Selci, a Livorno e negli studi di Cinecittà.

### Camei
Durante la scena girata sullo yacht fa un'apparizione il conduttore televisivo Carlo Conti; mentre Gianluca Sibaldi, compositore di alcune canzoni del film, appare nella parte del parrocchiano chiamato da Massimo Ceccherini per suonare durante la messa. Carlo Pistarino interpreta l'agente immobiliare che fa vedere il negozio ortofrutticolo alla coppia.

### Colonna sonora
- You're the One That I Want, canzone scritta nel 1978 da John Farrar per il musical Grease, originariamente cantata da John Travolta e Olivia Newton-John; in Una moglie bellissima la canzone è stata riadattata da Gianluca Sibaldi ed è cantata da Rocco Papaleo e Chiara Francini, ed è la sigla iniziale del film.
- Sandy, composta per il film Grease da Scott J. Simon e Louis St. Louis, qui nella versione realizzata da Gianluca Sibaldi, è cantata da Rocco Papaleo.
- Hopelessly Devoted to You composta da John Farrar e cantata da Olivia Newton-John in Grease, nel film è cantata da Chiara Francini nella versione di Gianluca Sibaldi.
- Attenti al lupo, brano composto da Ron per Lucio Dalla nel 1990.
- Sarà perché ti amo, brano composto da Pupo e interpretato dai Ricchi e Poveri e presentato al Festival di Sanremo 1981.
- Perdere l'amore, brano composto da Marcello Marrocchi e Giampiero Artegiani e cantato da Massimo Ranieri, vincitore del Festival di Sanremo 1988.

## Accoglienza

### Critica
La critica e il pubblico accolsero il film in modo misto, criticandone soprattutto l'eccessiva semplicità e il finale scontato, mentre le prestazioni e le presenze di Pieraccioni e della Torrisi sono state apprezzate.
Su Internet Movie Database è stato accolto dal pubblico con una media di 5,3/10, in base a 1.219 voti.
Su MYmovies.it ha avuto 2,33/5 come valutazione media, in base a 199 recensioni.
Su Comingsoon.it ha 3,3/5 come valutazione media, in base a 356 voti.

### Incassi
Il film è stato un enorme successo al botteghino.
Ha incassato 2 883 018 euro nel primo fine settimana, per un totale di 19 938 099 euro.
Una moglie bellissima divenne il secondo film più visto in Italia durante il periodo natalizio del 2007, preceduto solo da Natale in crociera.
In seguito alla settimana d'apertura, divenne il film più visto in Italia nel primo weekend del 2008.